# Puntos de vista generales acerca de la psicología de los sueños
Puntos de vista generales acerca de la psicología de los sueños (en alemán Allgemeine Gesichtspunkte zur Psychologie des Traumes) es un ensayo de Carl Gustav Jung publicado originalmente en inglés en 1916, siendo revisado y ampliado en 1948.
Representa uno de los principales ensayos de Jung acerca de los sueños y su interpretación, junto a De la esencia de los sueños (1945/1948). El autor suizo nunca intentó realizar una consolidación de sus aportes en este campo, por lo que su plasmación queda repartida a lo largo de toda su obra, siendo escasos los trabajos que lo sistematizan. Solo a posteriori varios autores posjunguianos trataron de solventar dicha carencia, entre los que destaca Mary Ann Mattoon.

## Edición en castellano
- Jung, Carl Gustav (2004 [2ª edición 2011]). Obra completa de Carl Gustav Jung. Volumen 8: La dinámica de lo inconsciente. 9. Puntos de vista generales acerca de la psicología de los sueños (1916/1948). Madrid: Editorial Trotta. ISBN 978-84-8164-586-6/ ISBN 978-84-8164-587-3.

- Datos: Q6093270